# Liste der denkmalgeschützten Objekte in Přimda
Grundlage dieser Liste der denkmalgeschützten Objekte in Přimda ist die ÚSKP-Liste (Ústřední seznam kulturních památek České republiky, deutsch Zentrale Liste der Kulturdenkmäler der Tschechischen Republik), die von der tschechischen Denkmalschutzbehörde NPÚ (Národní památkový ústav, deutsch Nationale Denkmalbehörde) seit 1987 geführt wird und an die seit dem Jahr 1850 geschaffenen Listen anschließt.

## Denkmalgeschützte Objekte nach Ortsteilen

### Přimda
| Lage                                        | Objekt                      | Beschreibung                              | ÚSKP-Nr.                  | Bild           |
| ------------------------------------------- | --------------------------- | ----------------------------------------- | ------------------------- | -------------- |
| Přimda Stadtplatz vor der Kirche (Standort) | Nepomuksäule mit Brunnen    | Nepomuksäule mit Brunnen                  | 45852/4-1884 Info Katalog | weitere Bilder |
| Přimda Ostseite Stadtplatz (Standort)       | Romanische Kirche Hl. Georg | Romanische Kirche Hl. Georg               | 32352/4-1883 Info Katalog | weitere Bilder |
| Přimda Südseite Stadtplatz (Standort)       | Drei Sühnekreuze            | Drei Sühnekreuze                          | 11887/4-4814 Info Katalog | BW             |
| nordwestlich von Přimda (Standort)          | Burg Přimda                 | Burg Přimda, Ruine, archäologische Spuren | 11769/4-1882 Info Katalog | weitere Bilder |

### Kundratice
| Lage                                       | Objekt          | Beschreibung    | ÚSKP-Nr.                  | Bild |
| ------------------------------------------ | --------------- | --------------- | ------------------------- | ---- |
| Kundratice, Dorfplatz bei Nr. 6 (Standort) | Nepomuksäule    | Nepomuksäule    | 17394/4-3556 Info Katalog | BW   |
| Kundratice, Dorfplatz (Standort)           | Antoniuskapelle | Antoniuskapelle | 24915/4-1810 Info Katalog | BW   |

### Málkov (Přimda)
| Lage                                                                                     | Objekt               | Beschreibung | ÚSKP-Nr.            | Bild           |
| ---------------------------------------------------------------------------------------- | -------------------- | --- | ------------------- | -------------- |
| 1,6 km südwestlich von Málkov (Přimda) an der Straße von Přimda nach Nova Ves (Standort) | Kirche Svatá Apolena | Kirche Svatá Apolena (St. Apollonia), Ruinen einer Wallfahrtskirche aus dem 17. Jahrhundert mit wundertätiger Quelle | 102734 Info Katalog | weitere Bilder |

### Třískolupy pod Přimdou
| Lage                                                                                 | Objekt          | Beschreibung    | ÚSKP-Nr.                  | Bild           |
| ------------------------------------------------------------------------------------ | --------------- | --------------- | ------------------------- | -------------- |
| Třískolupy pod Přimdou (Standort)                                                    | Wendelinkapelle | Wendelinkapelle | 103829 Info Katalog       | weitere Bilder |
| Nordöstlich von Třískolupy pod Přimdou an der Landstraße nach Mále Dvorce (Standort) | Marterl         | Marterl         | 20234/4-1967 Info Katalog | BW             |

### Velké Dvorce
| Lage                      | Objekt  | Beschreibung            | ÚSKP-Nr.                  | Bild    |
| ------------------------- | ------- | ----------------------- | ------------------------- | ------- |
| Velké Dvorce 1 (Standort) | Schloss | Schloss, erbaut um 1680 | 39955/4-1972 Info Katalog | Schloss |